# Marie 'Ajami
Marie 'Ajami (1888-1965) fue una periodista, poeta, profesora y feminista libanesa-siria.

## Biografía
Nacida en el seno de una familia católica, estudió en Damasco en instituciones misioneras rusas e irlandesas, antes de ir a la Universidad Americana de Beirut, donde estudió enfermería en 1906. 
En 1910 fundó la primera revista siria Al-'Arus (La Casada) destinada a mujeres. En 1920, cuando el derecho de voto para las mujeres en Líbano y Siria suscitó numerosos miedos, Rashid Rida se opuso al proyecto en un artículo aparecido en Al-Manar, en el que argumentaba que el derecho de voto de las mujeres era incompatible con la inferioridad en la cual se encontraban, y que antes se debía educarlas. Marie 'Ajami respondió en Al-'Arus con un artículo titulado «La mujer y la igualdad», donde se oponía a la visión de las mujeres nacidas para servir en todo a su padre y después a su marido, y defendía su derecho a existir por ellas mismas.
Junto a artículos literarios y sociales, atacó vigorosamente la política de dominio otomano, y al gobernador Cemal Pashá, críticas que intensificó después del ahorcamiento de su novio, Petro Pauli, ejecutado al tiempo que otros intelectuales. A partir de entonces se opuso de igual modo al dominio francés.
Cofundó varios clubes y asociaciones, entre los que se encuentra el Club féminin littéraire de Damas (Club femenino literario de Damasco). Enseñó en Siria, Líbano y Palestina.